# Menashe Warshavsky

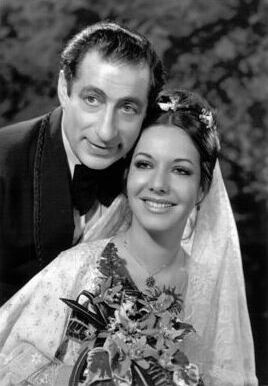
Menashe Warshavsky an seinem Hochzeitstag mit Irit Meiri, 1975

Menashe Warshavsky (* 3. Oktober 1928; † 30. November 2001) war ein israelischer Schauspieler.

## Leben
Menashe Warshavsky wurde in Polen geboren und wuchs auch dort auf. Neben seiner Tätigkeit in der Filmbranche war er auch über viele Jahrzehnte hinweg am Theater in verschiedenen Rollen beschäftigt. Als Schauspieler war er bis 1992 aktiv. Sein filmisches Schaffen umfasst elf Produktionen, die in der Zeit von 1974 bis 1992 entstanden.
Einem internationalen Publikum bekannt wurde Warshavsky vor allem ab 1978 durch seine Mitwirkung an der insgesamt 8-teiligen israelischen Filmreihe Eis am Stiel, in der er vom ersten bis zum fünften Teil die Rolle des stets etwas unbeholfenen und tollpatschig wirkenden Romek Weiss spielte, den Vater der von Yiftach Katzur gespielten Hauptfigur Benny. Im achten Teil der Reihe wurde seine Rolle aus unbekannten Gründen dann mit dem Schauspieler Dan Harden neubesetzt.
Warshavsky war ab 1975 verheiratet. Er starb am 30. November 2001 im Alter von 73 Jahren.

## Filmografie
- 1974: Yom Hadin
- 1975: Einayim G'dolot
- 1978: Eis am Stiel
- 1979: Ta'ut Bamispar
- 1979: Eis am Stiel 2 – Feste Freundin
- 1979: Augenblicke der Zärtlichkeit
- 1981: Eis am Stiel 3 – Liebeleien
- 1982: Eis am Stiel 4 – Hasenjagd
- 1983: Eis am Stiel 5 – Die große Liebe
- 1990: Ahavata Ha'ahronah Shel Laura Adler
- 1992: Tipat Mazal